# Kardan Tower
Kardan Tower (hebr. מגדל קרדן; nazywany także Migdal Insurance Tower) – biurowiec w osiedlu Ha-Kirja we wschodniej części miasta Tel Awiw, w Izraelu.

## Historia
W 1996 rozpoczęto budowę Północnej Strefy Biznesowej HaKirya, której najważniejszą część stanowi Centrum Azrieli. Na północ od tego kompleksu drapaczy chmur znajdował się 5-piętrowy biurowiec Kardan House. Budynek został przebudowany na nowoczesny biurowiec, który został oddany do eksploatacji w 2009.

## Dane techniczne
Budynek ma 21 kondygnacji i wysokość 71 metrów.
Wieżowiec wybudowano w stylu postmodernistycznym. Wzniesiono go z betonu. Elewacja jest wykonana z granitu, szkła i paneli aluminiowych w kolorach jasnoszarym i granatowym.
Biurowiec jest siedzibą instytucji finansowych, w tym firmy ubezpieczeniowej Migdal Capital Markets.